# Hull (Szlovákia)
Hull (szlovákul Hul) község Szlovákiában, a Nyitrai kerületben, az Érsekújvári járásban.

## Fekvése
Érsekújvártól 15 km-re északkeletre, a Zsitva bal partján, észak-déli irányban több mint 2 km hosszan nyúlik el az 511-es út mentén.

## Élővilága

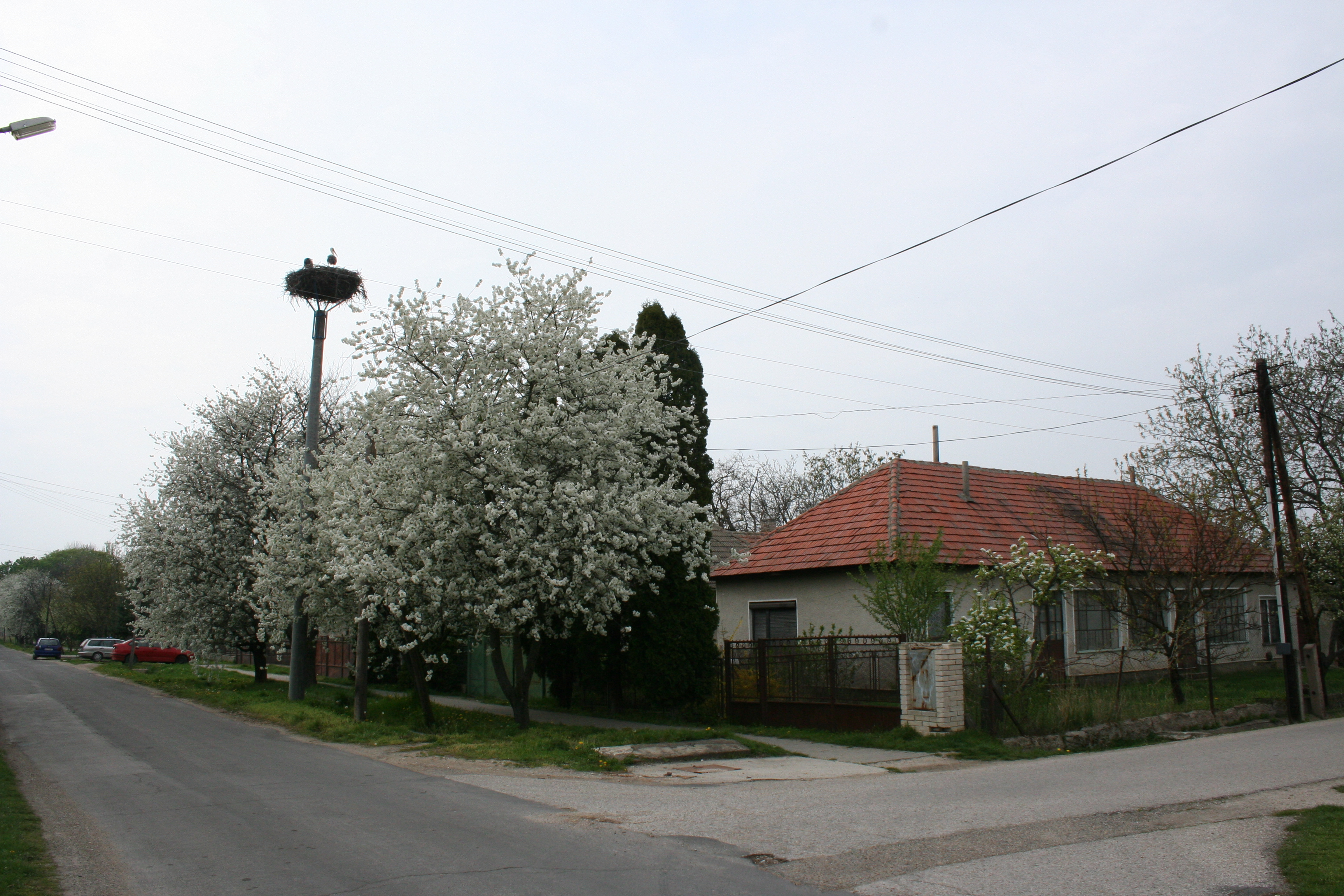
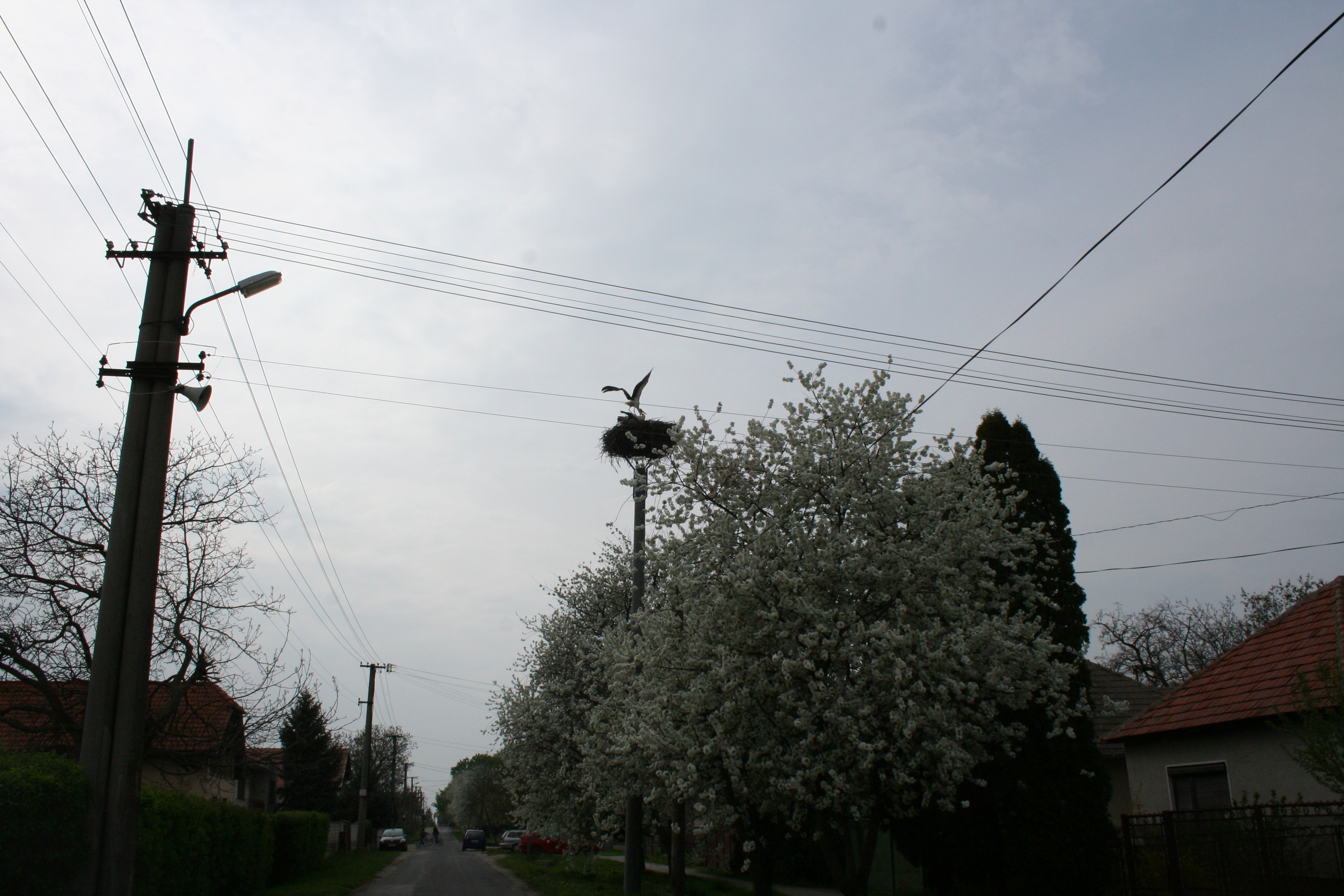
2014
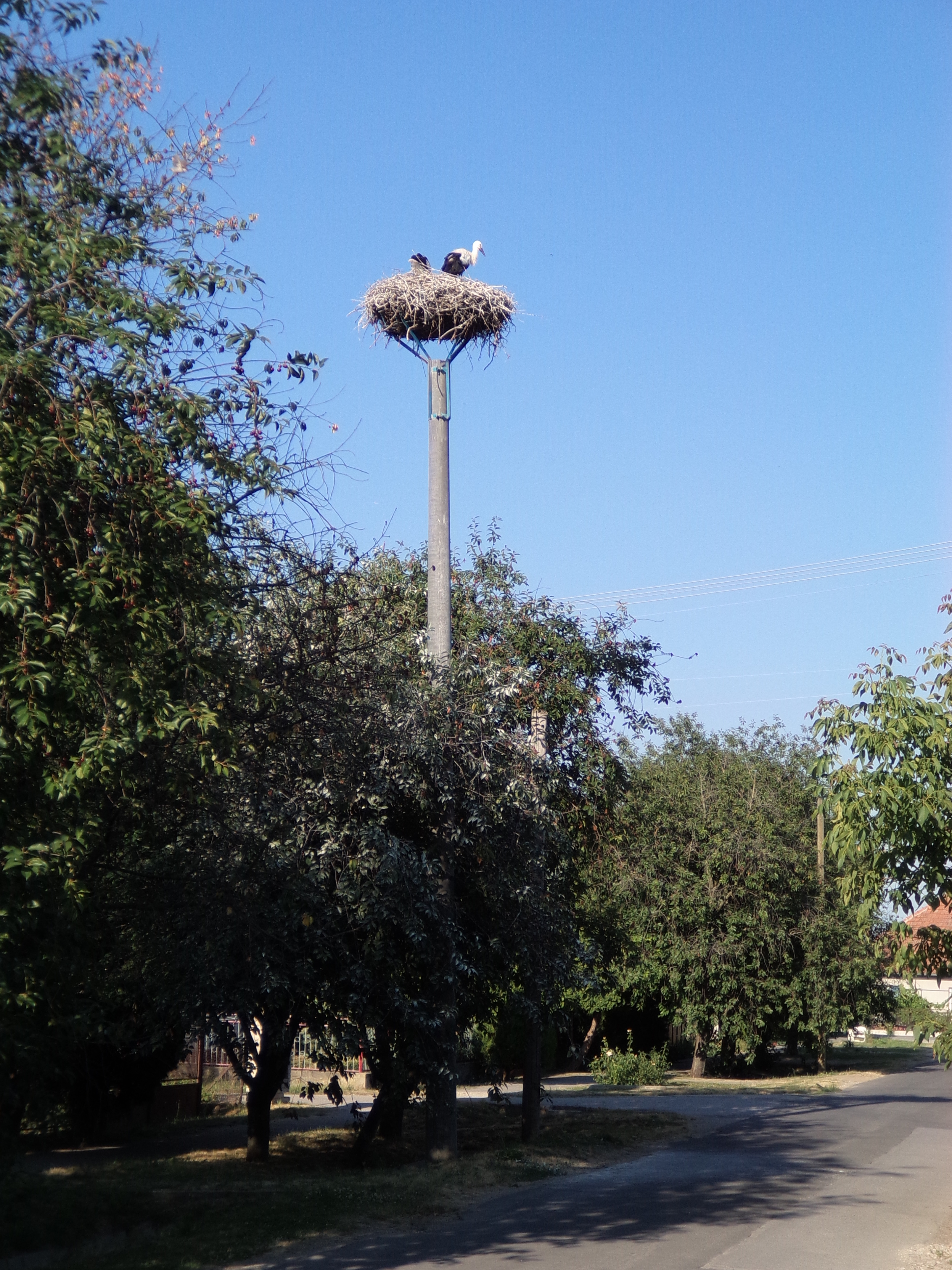
2015
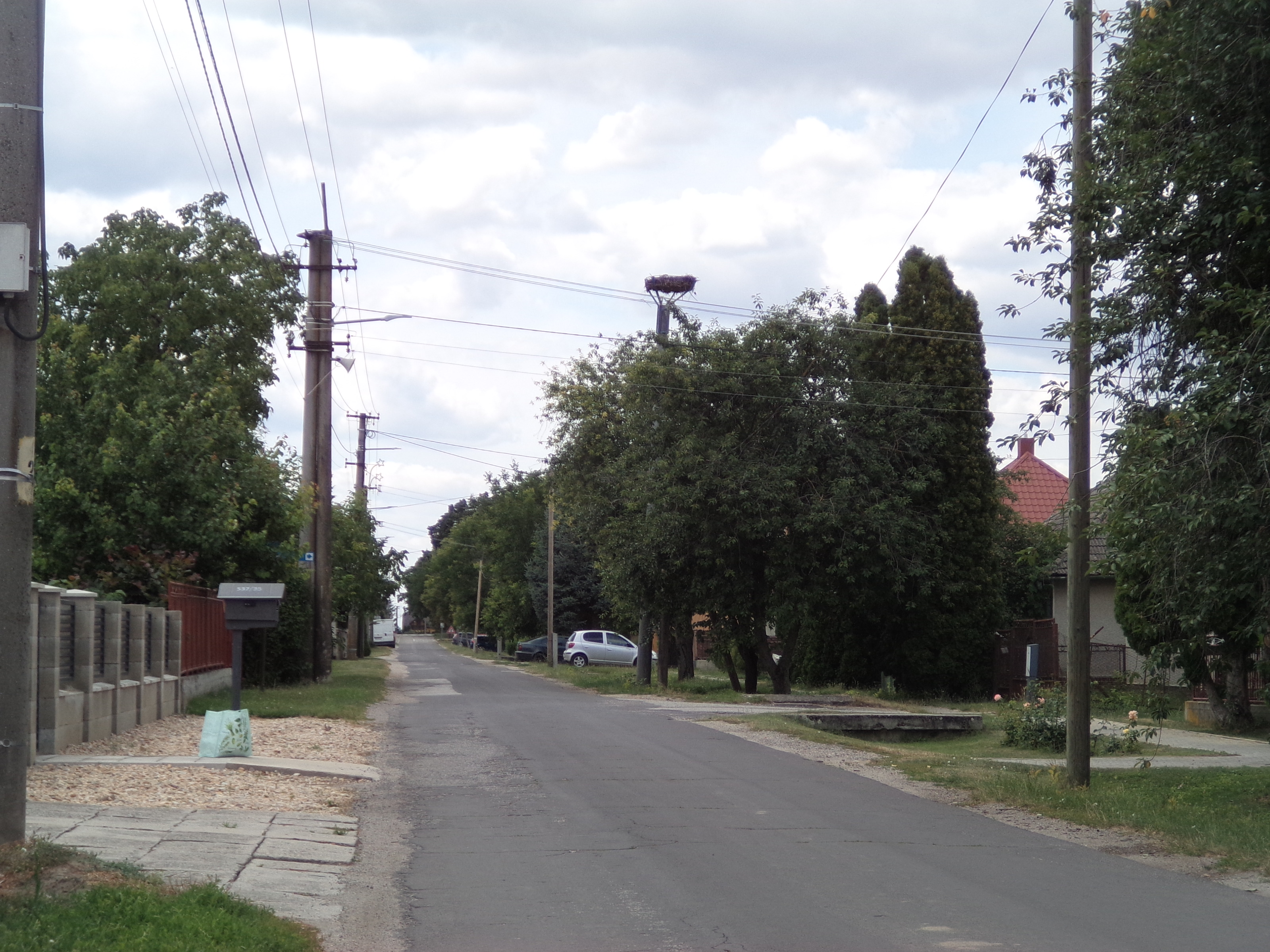
2020
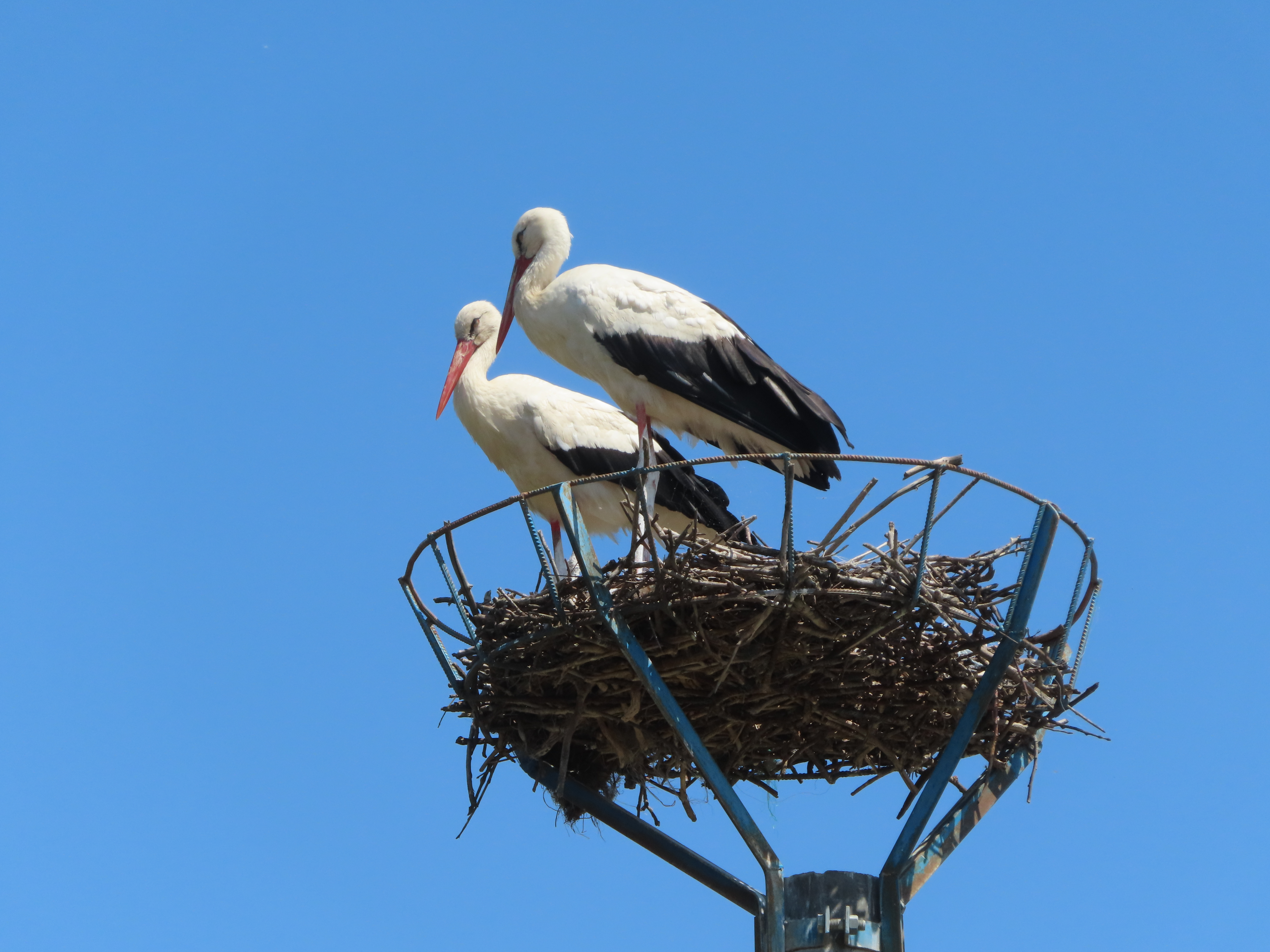
2023

A faluban egy gólyafészket tartanak nyilván. Utoljára 2018-ban volt fészkelés, akkor 3 fiókát számoltak össze.

## Története
A régészeti leletek tanúsága szerint a község területén már a kőkorszakban is éltek emberek. Megtalálták itt a vonaldíszes kerámia temetőjét és a lengyeli kultúra településének nyomait, a kora bronzkorból a hévmagyarádi kultúra sírjait, hallstatt kori sírokat és a római korból származó barbár település nyomait egyaránt. A Nagymorva birodalom időszakában szláv település állt ezen a helyen, de lakott volt a 10.-12. században is.
Első írásos említése "Kul" alakban 1290-ben a nyitrai káptalan oklevelében történik, egy bizonyos Salamon nevű hulli földbirtokos kapcsán. 1410-ben "Huly", 1470-ben "Naghwl" alakban szerepel az írott forrásokban. Kezdetben helyi nemesek birtoka, majd a lévai váruradalom része volt. 1444 és 1531 között a település két részből, Kis- és Nagyhullból állt. Későbbi története során több nemesi család birtoka volt. 1601-ben 18 ház állt a faluban. 1657-ben a török által elpusztított települések között említik. 1720-ban 8 adózó portája volt. 1828-ban 98 házában 670 lakos élt, akik főként mezőgazdasággal foglalkoztak.
Vályi András szerint "HULL. Elegyes falu Bars Várm. földes Ura Motesiczky Uraság, lakosai katolikusok, fekszik Verebélyhez két mértföldnyire, Nohajnak filiája, szőleje helyben, legelője elég, réttyei, és földgye termékenyek, gyümöltsös kertyei jók.
" 
Fényes Elek szerint "Húll, tót-magyar falu, Bars vmegyében, közel a Zsitvához: 720 kath. lak. Buzája sikeres, juha sok; bora, fája elég. F. u. a Motesiczky s a t. Ut. p. Érsekujvár."
A trianoni békeszerződésig Bars vármegye Verebélyi járásához tartozott, ezután a csehszlovák állam része lett. 1938 és 1945 között ismét Magyarország része.

## Népessége
| Év:            | 1994. | 2004.   | 2014.   | 2024.   |
| -------------- | ----- | ------- | ------- | ------- |
| Emberek száma: | 1237  | 1231    | 1205    | 1212    |
| Eltérés:       |       | -0,48 % | -2,11 % | +0,58 % |

| Év:            | 2023. | 2024.   |
| -------------- | ----- | ------- |
| Emberek száma: | 1210  | 1212    |
| Eltérés:       |       | +0,16 % |

1880-ban 822 lakosából 749 szlovák és 36 magyar anyanyelvű volt.
1890-ben 746 lakosából 671 szlovák és 33 magyar anyanyelvű volt.
1900-ban 773 lakosából 710 szlovák és 50 magyar anyanyelvű volt.
1910-ben 824 lakosából 707 szlovák, 111 magyar, 5 német és 1 egyéb anyanyelvű.
1921-ben 865 lakosából 840 csehszlovák és 20 magyar volt.
1930-ban 1093 lakosából 1084 csehszlovák és 5 magyar volt.
1941-ben 1264 lakosából 1190 szlovák és 72 magyar volt.
1991-ben 1267 lakosából 1257 szlovák és 6 magyar volt.
2001-ben 1229 lakosából 1217 szlovák és 6 magyar volt.
2011-ben 1220 lakosából 1166 szlovák és 4 magyar volt.
2021-ben 1212 lakosából 1167 (+2) szlovák, 7 (+2) magyar, (+1) cigány és ruszin, 7 (+5) egyéb és 31 ismeretlen nemzetiségű volt.

## Neves személyek
- Itt született 1920-ban Vincent Blanár szlovák nyelvész.

## Nevezetességei

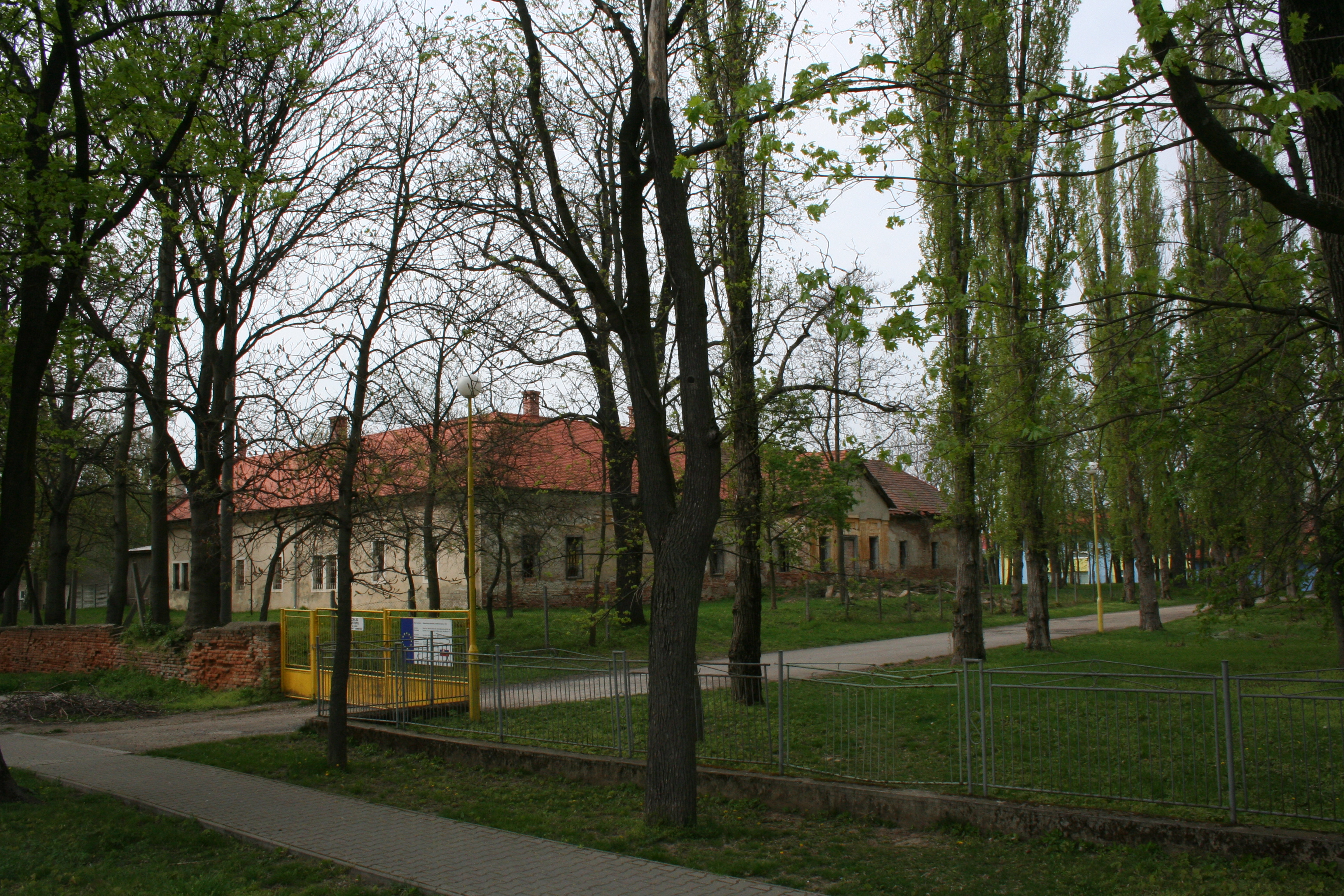
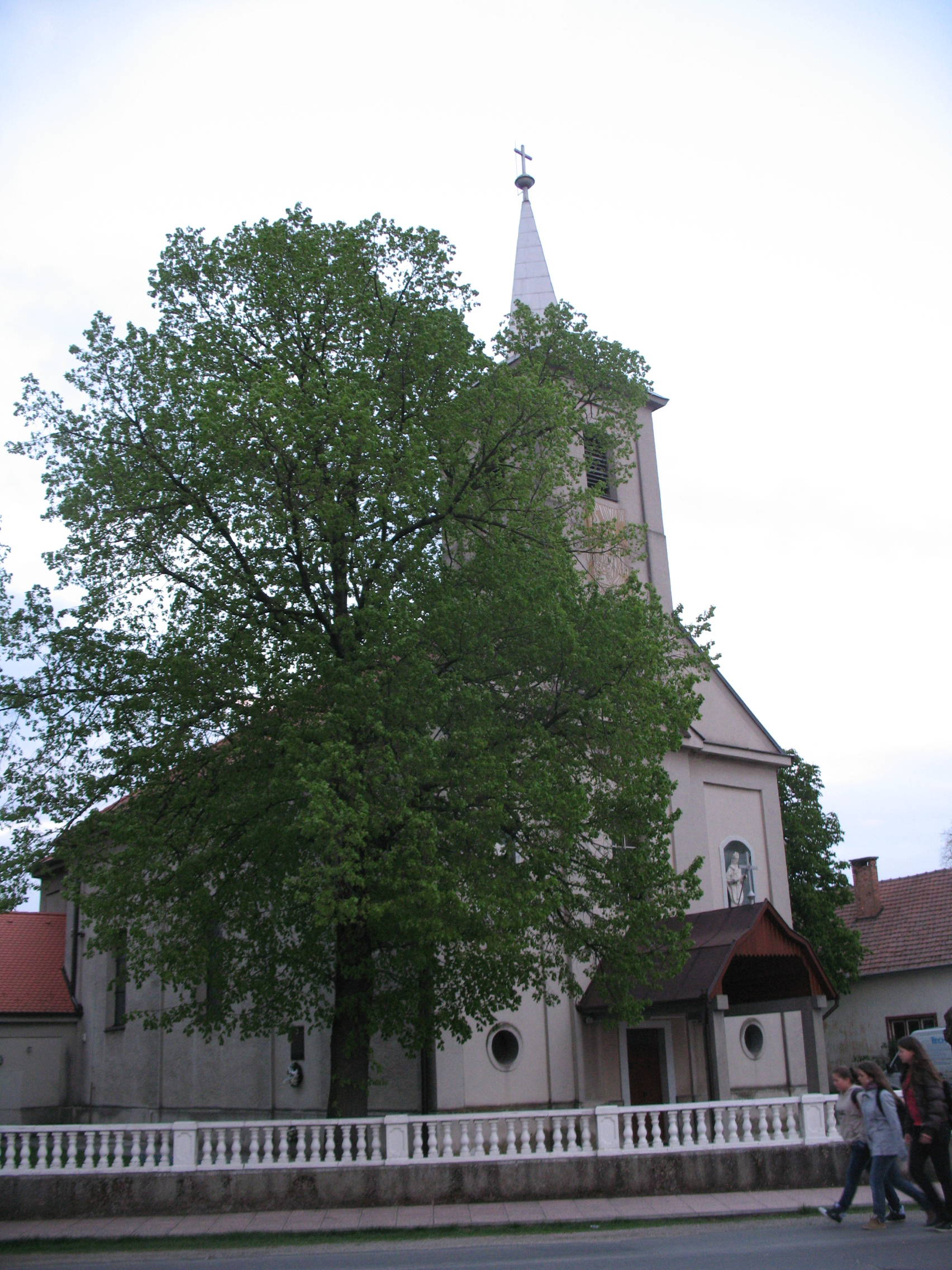
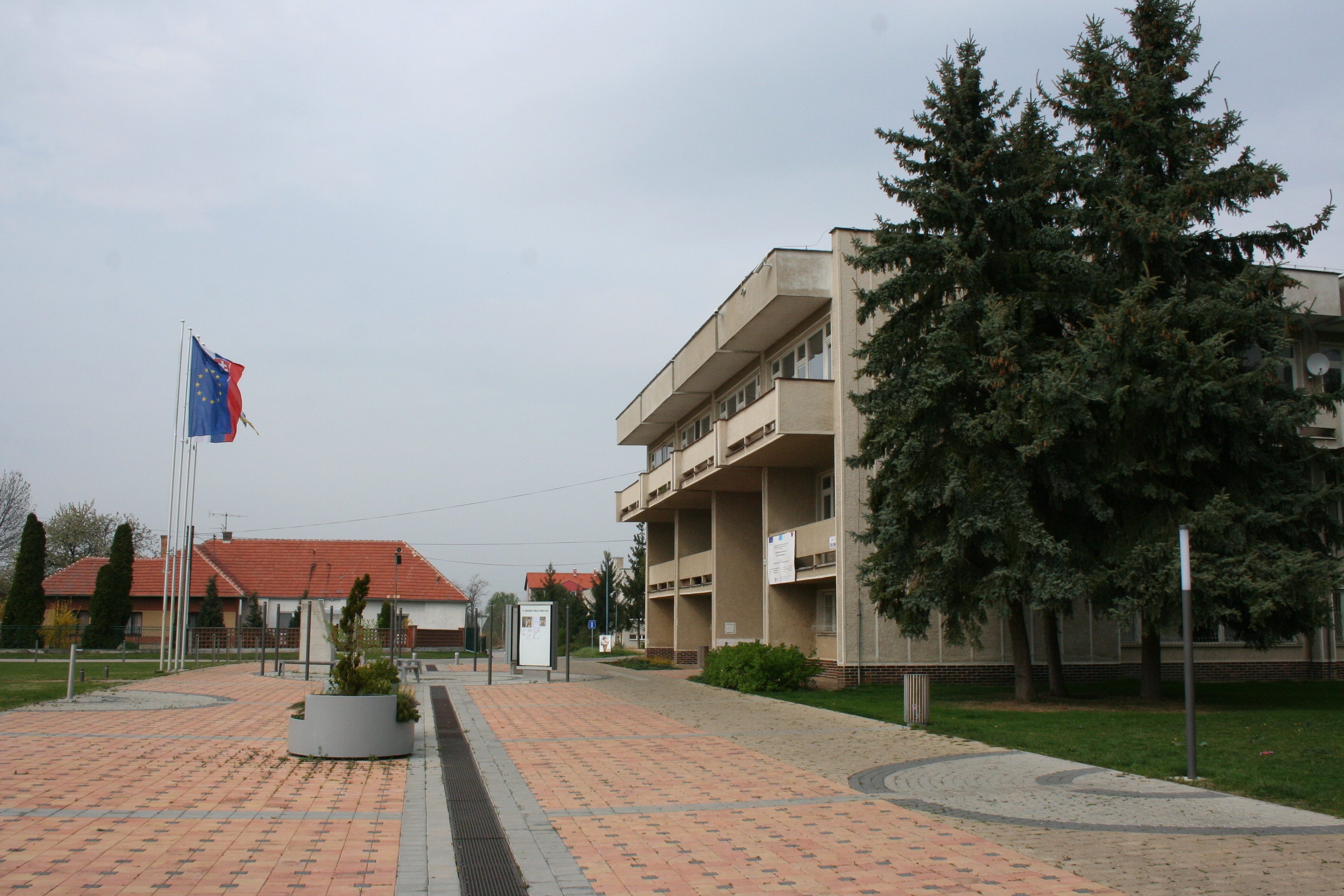
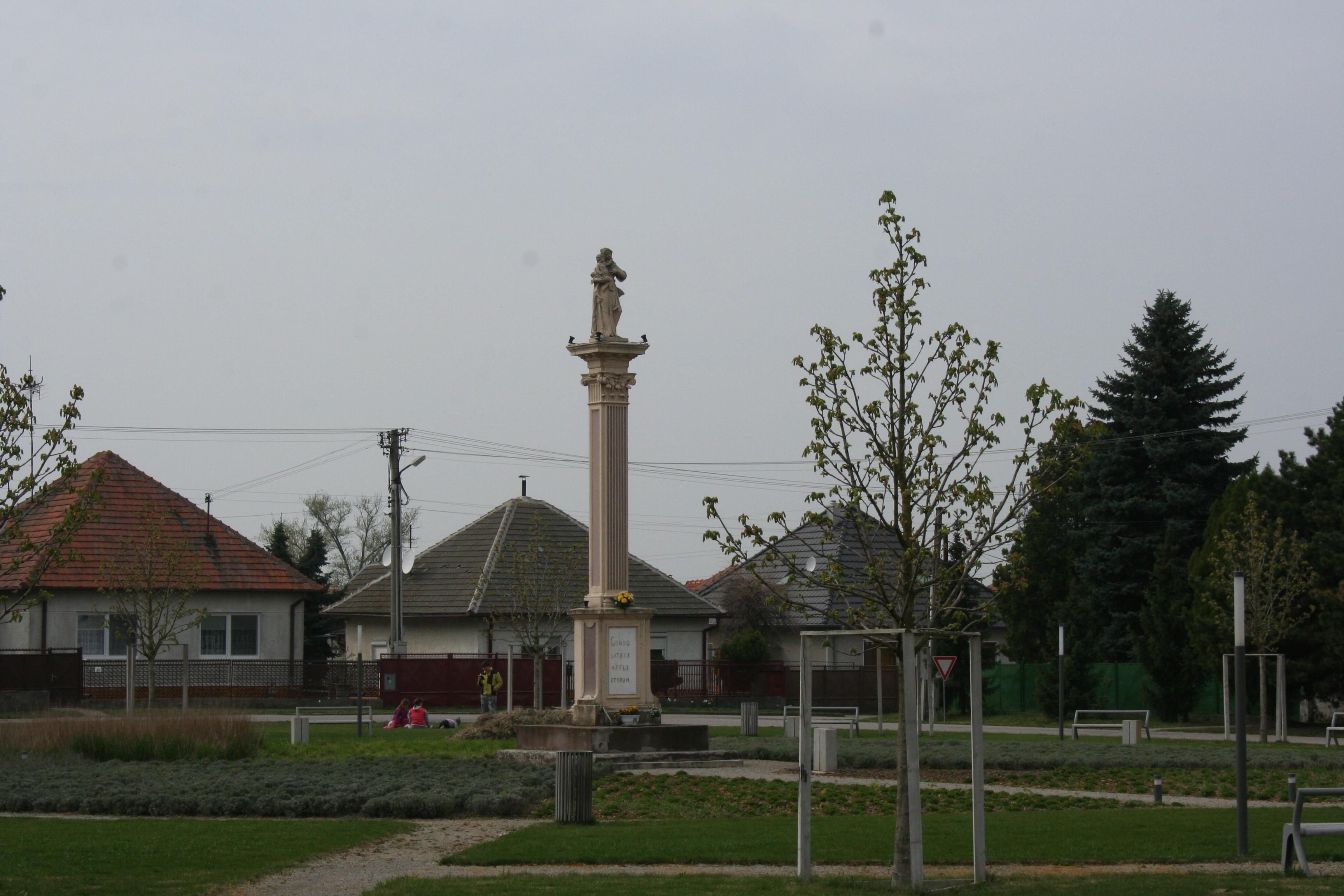
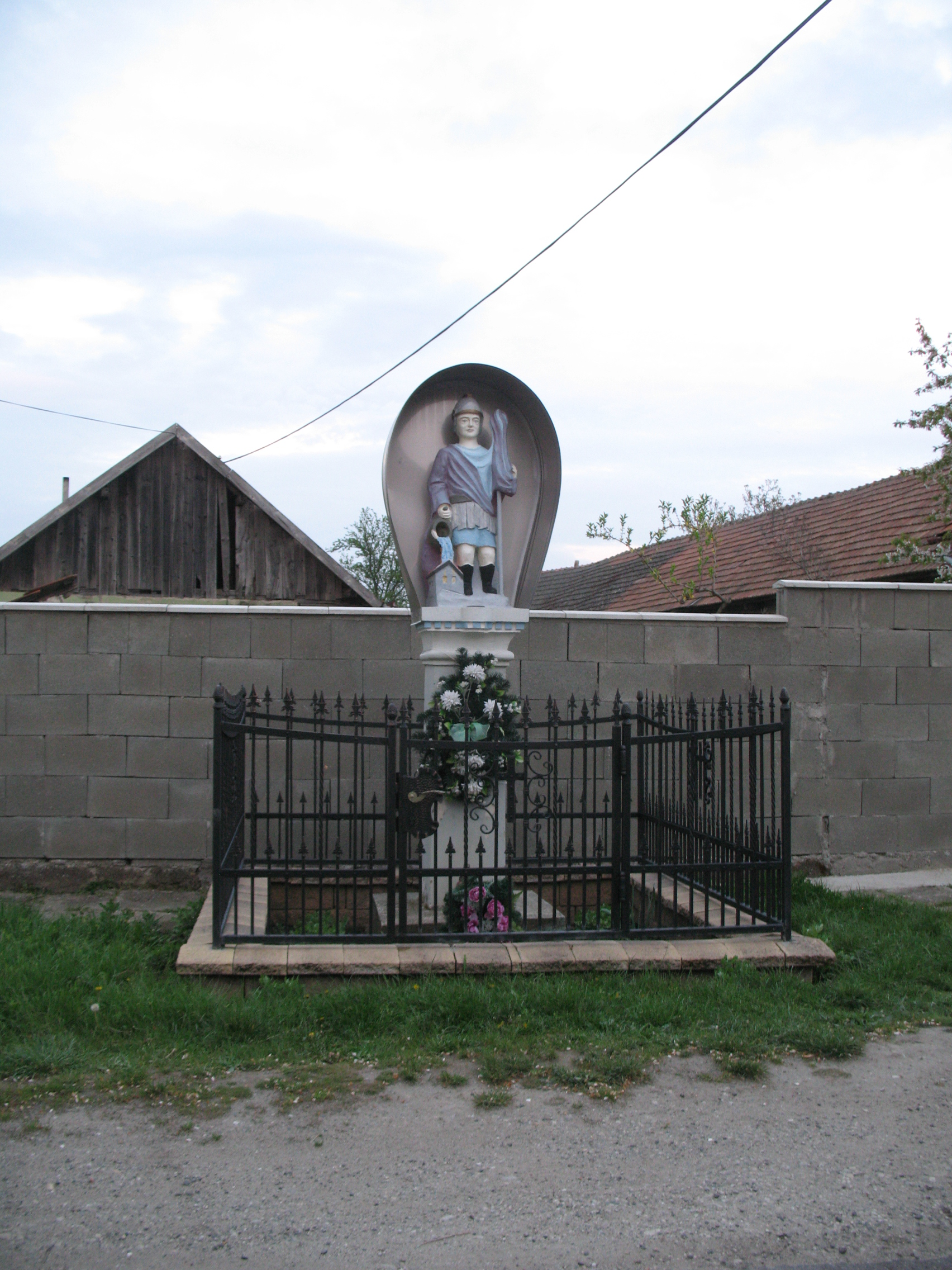

- A Rózsafüzéres Szűz Mária tiszteletére szentelt római katolikus temploma 1863-ban épült, neobarokk stílusban, barokk festményekkel.
- Klasszicista kastélya a 19. század elején épült.

## Külső hivatkozások
- Hul.sk
- E-obce.sk és Hul története a Vlastivedný slovník obcí na Slovensku alapján
- Községinfó
- Hull Szlovákia térképén